# Médaille Liakat
La Médaille Liakat, aussi appelée médaille du mérite était une décoration de l'Empire ottoman instituée en 1890, elle comprenait deux grades, la médaille d'or et la médaille d'argent. Elle fut aussi aux femmes à partir de 1905 pour les mêmes mérites. Une version fut décernée lors de la Première Guerre mondiale elle avait alors deux épées croisées en plus.